# Verdes
Verdes település Franciaországban, Loir-et-Cher megyében. Lakosainak száma 436 fő (2018. január 1.). Verdes Charray, Le Mée, Binas, Membrolles, Ouzouer-le-Doyen, Semerville és Tripleville községekkel határos.

## Népesség
A település népessége az elmúlt években az alábbi módon változott:
| Lakosok száma | 632  | 529  | 384  | 434  | 388  | 503  | 491  | 490  | 441  | 436  |
|               | 1962 | 1968 | 1982 | 1990 | 1999 | 2008 | 2011 | 2013 | 2017 | 2018 |